# Rudolf Naujok
Rudolf Willy Naujok (* 23. Juli 1903 in Althof, Kreis Memel; † 25. November 1969 in Limburg an der Lahn) war ein ostpreußischer Schriftsteller, Dichter und Pädagoge. Er wurde vor allem bekannt durch seine regelmäßigen Beiträge für die Tageszeitung Memeler Dampfboot, durch Gedichte, Erzählungen und neun Romane, darunter Gewitter am Morgen (1937), Die Silberweide (1942, 1947) und Bring uns die Mutter (1962).

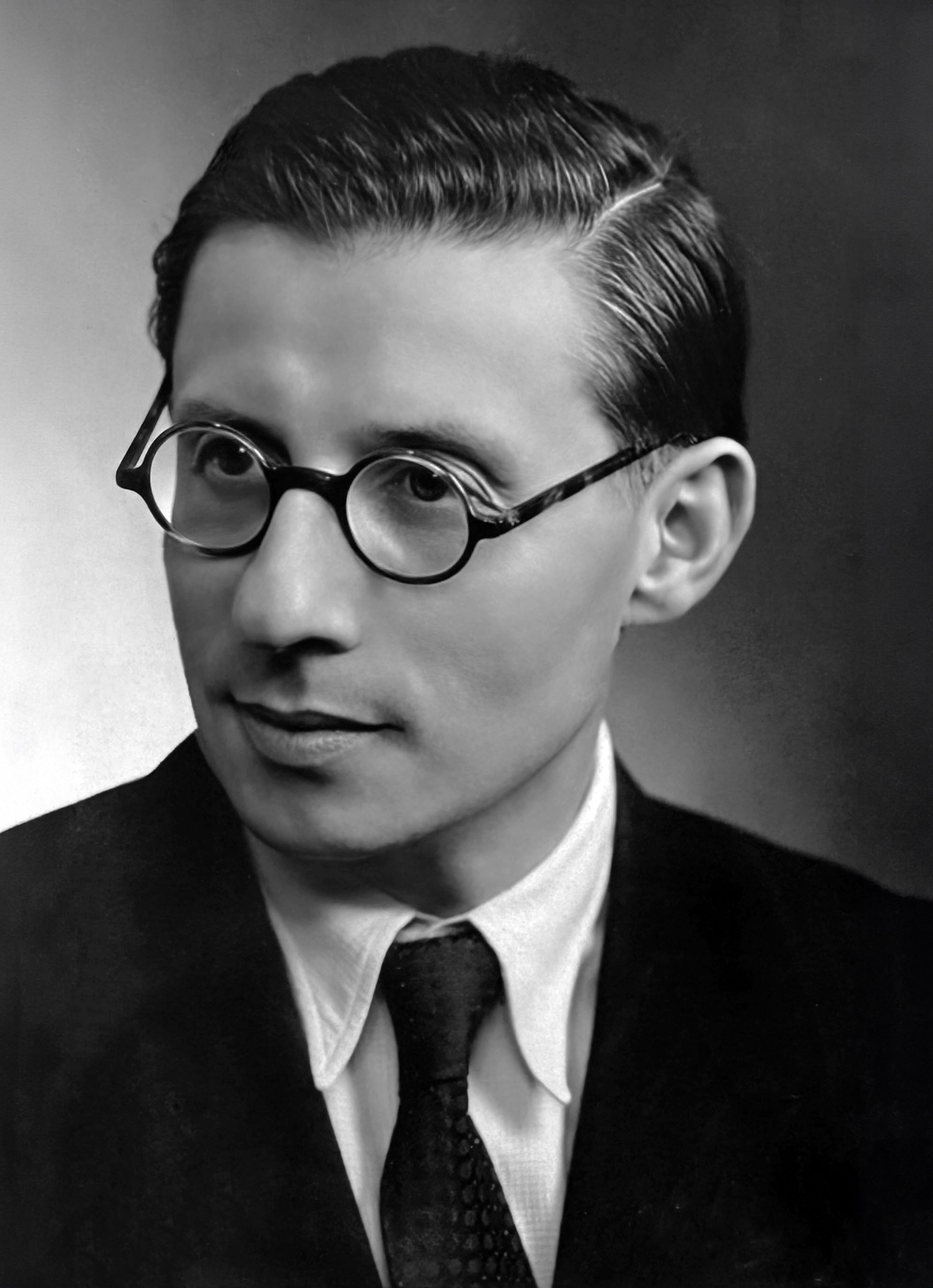
Rudolf Naujok, 1950

## Leben
Rudolf Naujok kam am 23. Juli 1903 in Memel als Sohn des Gastwirts Johann Naujok und dessen Frau Anna, geborene Haseneit, zur Welt. Im Winter 1905/1906 erkrankte sein Vater an einer Rippenfellentzündung, die er wochenlang verschleppte, worauf er im April 1906 verstarb. Drei Jahre später wurde Rudolf Naujok in die einklassige Volksschule in Starrischken (heute Stariškė, Litauen) eingeschult. Als im April 1912 auch seine Mutter nach kurzer Krankheit starb, zog er widerwillig in das Waisenhaus und Internat der von-Goese-Bachmann-Stiftung am Ostufer der Dange.
Dort fand er im Schulleiter Frank Zander einen Förderer, der das literarische Talent des Jungen entdeckte, als dieser seine ersten Aufsätze und Gedichte verfasste. Durch den Zugang zur Privatbibliothek im Internat kam Naujok mit den großen Werken der Weltliteratur in Berührung. Sein Reifeprozess im Internat weckte zudem sein Interesse an der Pädagogik.
Nach der Schule besuchte Rudolf Naujok das Lehrerseminar und trat kurz nach dem Abschluss seine erste Stelle als Hilfslehrer an der Memeler Bürgerschule im Stadtteil Sandwehr an. 1930 ging er für ein Jahr nach Berlin, um an der Friedrich-Wilhelms-Universität (heute: Humboldt-Universität zu Berlin) die „Psychologie, Physiologie, Pathologie und Therapie der Sprache und Stimme“ zu studieren, was ihn zum Gebärdensprachlehrer qualifizierte.
In Berlin heiratete Rudolf Naujok Helene Petereit. Nach beider Rückkehr ins Memelgebiet arbeitete Naujok von 1931 bis 1936 als Lehrer an der Gehörlosenanstalt in Ruß. Als die Einrichtung nach Memel verlegt wurde, wechselte er nach Tilsit und später nach Posen.
Auf Anregung seines Seminar-Kommilitonen Martin Kakis, inzwischen Redakteur bei der Tageszeitung Memeler Dampfboot, schrieb Naujok ab 1927 Beiträge über die Vergangenheit der Ostseeregion und ihrer Bewohner. Überregionale Bekanntheit als Autor erlangte er 1938 mit der Erzählung Kleine memelländische Dorfchronik. Im selben Jahr erschien sein erster Roman Gewitter am Morgen. Obwohl nur ein Teil seiner Werke im Memelland spielt, bekannte er sich stets zu seiner Heimat und nahm den Titel „Volksautor“ gerne an.
Nach der Vertreibung, zunächst aus dem Memelland und anschließend aus Ostpreußen, fand Rudolf Naujok seine Familie Ende 1945 in Niedersachsen wieder. In Stelle (Landkreis Harburg) bei Hamburg leitete er für kurze Zeit eine Volksschule, bis er Anfang 1949 in Bad Camberg im Taunus heimisch wurde, wo die Stelle eines Gehörlosenlehrers frei wurde.
In dem Taunusstädtchen begann seine langjährige Tätigkeit als Klassen- und Fachlehrer. Auch als Berufsschullehrer war er tätig. Er arbeitete viele Jahre an der Landesgehörlosenanstalt in seiner neuen Heimatstadt, der Freiherr-von-Schütz-Schule, deren Direktor er von 1964 bis 1966 war. In seiner Freizeit verfasste er weitere Romane, darunter den Bestseller Bring uns die Mutter – Roman aus dem Taunus.

## Wirken
Neben seinen beruflichen Verpflichtungen stellte sich Rudolf Naujok immer wieder kulturellen Herausforderungen, so zum Beispiel 1954 als Berater für den Spielfilm Der schweigende Engel, in dem sich das gehörlose Mädchen Angelika, gespielt von Christine Kaufmann, gegen eine Konkurrentin um die Hauptrolle in einer Oper durchsetzt. Regie führte Harald Reinl.
1967 wurde Rudolf Naujok in den Beirat der Bonner Prüfstelle für jugendgefährdende Schriften berufen (heute Bundeszentrale für Kinder- und Jugendmedienschutz). In dieser Aufgabe sah er die große Chance, persönlichkeitsbildende Texte zu würdigen und dazu beizutragen, in der Literatur ein neues ethisches Selbstverständnis zu etablieren.
Nach seiner Pensionierung im Jahr 1968 widmete sich Rudolf Naujok intensiv seinem literarischen Schaffen, das ein Jahr später durch eine plötzliche Krankheit und seinen Tod beendet wurde.

## Werke
- Das Memelland in seiner Dichtung , F. W. Siebert, Memel 1935.
- Gewitter am Morgen – Eine Liebesgeschichte von gestern (Roman), Bergstadt, Breslau 1937.
- Memelländische Dorfchronik, Bergstadt, Breslau 1938. Neuausgabe: Daheim am Strom, H. H. Nölke, Hamburg 1949.
- Frau im Zwischenland (Roman), Adam Kraft, Karlsbad/Leipzig 1941.
- Die Silberweide (Roman), Adam Kraft, Karlsbad/Leipzig 1942. Neuausgabe: Hoffmann und Campe, Hamburg 1947
- Die Truhe kleiner Weisheiten. Aphorismen, H. H. Nölke, Hamburg 1947.
- Phantasien am Grabenrand. Plaudereien, H. H. Nölke, Hamburg 1947.
- Das Lächeln der Guten. Novellen, H. H. Nölke, Hamburg 1949.
- Die geretteten Gedichte, F. W. Siebert, Oldenburg 1952.
- Der Herr der Düne (Roman), Thienemann, Stuttgart 1952.
- Die Zeit der hellen Nächte (Roman), C. Bertelsmann, Gütersloh 1957.
- Über den Schatten springen (Kurzgeschichten), Siebert, Oldenburg 1961.
- Bring uns die Mutter (Roman), Lahn-Verlag, Limburg 1962.
- Sommer ohne Wiederkehr (Roman), Sebaldus, Nürnberg 1963.
- Vincenz und Jadwiga – Eine Ehe aus dem Grenzland (Roman, verfasst 1962), Camberger Verlag Ulrich Lange 1980, ISBN 3-87460-036-X.
- Brücke am Kanal – Meine Jugend im Memelland 1903 – 1918 (biografischer Roman, verfasst 1964), Herwarth Naujok, Bad Camberg 2024, ISBN 978-3-7583-0883-3.